# Любимівка (Вільнянська міська громада)
Люби́мівка — село в Україні, у Вільнянській міській громаді Запорізького району Запорізької області. До 2020 центр Любимівської сільської ради. Населення за переписом 2001 року становить 404 чол.

## Географія
Село Любимівка знаходиться за 1,5 км від правого берега річки Вільнянка, вище за течією на відстані 1,5 км розташоване село Вільнянка, на протилежному березі - села Гарасівка і Дерезівка. Річка в цьому місці пересихає, на ній зроблено кілька загат.
Село розташоване за 7 км від центру громади, за 26 км від обласного центру. Найближча залізнична станція — Вільнянськ — знаходиться за 7 км від села.

## Історія
Село Любимівка було засновано в 1898 р. на поміщицькій землі дворянина Олександра Олександровича Іваненка. Одні з перших поселенців — німецькі колоністи, селяни з с. Андріївки, що на березі Дніпра.
Село мало назву Криничне. У 1913 р. село було перейменоване на Любимівку.
7 (20) листопада 1917 року, відповідно до Третього Універсалу Української Центральної Ради, увійшло до складу Української Народної Республіки.
Внаслідок поразки Перших визвольних змагань село надовго окуповане більшовицькими загарбниками.
В 1930 р. тут було засновано колгосп ім. Ворошилова, з 1955 р. — ім. Дзержинського. В колгоспі ім. Дзержинського працювала Герой соціалістичної праці, уславлена доярка, завідувачка тваринницької ферми Нікітенкова Ганна Софонівна (нар. 1925 р.).
В 1932-1933 селяни пережили сталінський геноцид.
21 вересня 1943 року в ході німецько-радянської війни село захоплено Червоною армією.
З 24 серпня 1991 року село входить до складу незалежної України.
12 червня 2020 року, відповідно до Розпорядження Кабінету Міністрів України від № 713-р «Про визначення адміністративних центрів та затвердження територій територіальних громад Запорізької області», увійшло до складу Вільнянської міської громади.
19 липня 2020 року, в результаті адміністративно-територіальної реформи та ліквідації Вільнянського району, село увійшло до складу новоутвореного Запорізького району.

## Сьогодення
День села відзначається 21 вересня.
В центрі села Любимівка знаходиться братська могила вояків Червоної Армії.
В селі працює неповна середня школа.
Підприємства — фермерські господарства.